# Винчестер (Оклахома)
Винчестер (енгл. Winchester) град је у америчкој савезној држави Оклахома.

## Демографија
По попису из 2010. године број становника је 516, што је 92 (21,7%) становника више него 2000. године.
| Група             | 2000.       | 2010.       |
| Белци             | 344 (81,1%) | 418 (81,0%) |
| Афроамериканци    | 3 (0,7%)    | 6 (1,2%)    |
| Азијати           | 1 (0,2%)    | 0 (0,0%)    |
| Хиспаноамериканци | 28 (6,6%)   | 26 (5,0%)   |
| Укупно            | 424         | 516         |